# Mario Cimarro
Mario Antonio Cimarro Paz (La Habana, 1 de junio de 1971) es un actor, cantante y modelo cubano, conocido por su actuación en telenovelas como Gata salvaje, Pasión de gavilanes y El cuerpo del deseo.

## Trayectoria profesional
En 1994 reunió todos sus ahorros y logró emigrar a México para convertirse en actor. Estudió actuación y arte dramático. Sé integró en Televisa actuando en Gente bien, dirigida por Francisco Franco y producida por Lucy Orozco y La usurpadora, dirigida por Beatriz Sheridan y producida por Salvador Mejía.
En 1998, protagonizó en Florida la telenovela La mujer de mi vida, al lado de la actriz venezolana Natalia Streignard. 
Unos meses después actuó en la telenovela La casa en la playa. En 2000 viajó a Argentina para protagonizar al lado de Diego Ramos la telenovela Amor latino. En 2001 actuó en la telenovela Más que amor, frenesí en Venezuela.
En 2002 volvió a Miami para protagonizar Gata salvaje, una telenovela que le brindó éxito internacional, donde interpretó a Luis Mario Arismendi. Un año después se integró en Telemundo y viajó a Colombia para protagonizar entre 2003 y 2004 Pasión de gavilanes. En esta telenovela fue Juan Reyes Guerrero.
Entre 2005 y 2006 protagonizó El cuerpo del deseo con Lorena Rojas, telenovela en la que interpretó dos personajes, Pedro José Donoso, un hombre viejo y rico que después de morir se reencarna en el cuerpo de un joven campesino llamado Salvador Cerinza.
Entre 2008 y 2009 trabajó en la telenovela, La traición en donde interpretó otra vez a dos personajes, Hugo y Alcides de Medina, dos hermanos gemelos que luchan por el amor de Soledad de Obregón (interpretada por Danna García).
Entre 2009 y 2010 protagoniza Mar de amor con Zuria Vega, telenovela en la que interpreta a Víctor Manuel Galíndez, un joven capitán de barco millonario que regresa al pueblo que creó su padre. Por conflictos internos fue despedido por la productora de la telenovela, Nathalie Lartilleux, faltando por grabar 40 escenas finales de su personaje.
En 2011 protagoniza la telenovela Los herederos Del Monte, interpretando a Juan del Monte.
Entre 2016 y 2017 participa en la telenovela Vuelve temprano, interpretando a Antonio Avelica.
En 2019 viaja a Paraguay para ser parte del jurado de la octava temporada del programa Baila conmigo Paraguay.
Entre octubre de 2021 y febrero de 2022 graba en Colombia la segunda parte de Pasión de gavilanes con Danna García, interpretando 18 años después a Juan Reyes Guerrero. 

## Filmografía

#### Telenovelas
- Vuelve temprano (2016-2017), Antonio Avelica.
- Los herederos Del Monte (2011), Juan del Monte.
- Mar de amor (2009-2010), Víctor Manuel Galíndez.
- La traición (2008-2009), Hugo / Alcides de Medina.
- El cuerpo del deseo (2005-2006), Salvador Cerinza / Pedro José Donoso.
- Pasión de gavilanes (2003-2004, 2022), Juan Reyes Guerrero.
- Gata salvaje (2002-2003), Luis Mario Arismendi.
- Más que amor, frenesí (2001), Santiago Guerrero.
- La casa en la playa (2000), Roberto Villarreal.
- Amor latino (2000), Ignacio "Nacho" Domeq.
- La mujer de mi vida (1999), Antonio Adolfo Thompson Reyes.
- La usurpadora (1998), Luciano Alcántara.
- Gente bien (1997), Gerardo Felipe.
- Sentimientos ajenos (1996-1997), Ramiro.
- Acapulco, cuerpo y alma (1995-1996), Ali.

#### Programas
| Año  | Título                                               | Papel  |
| ---- | ---------------------------------------------------- | ------ |
| 2005 | Miss Universo                                        | Jurado |
| 2012 | Festival Internacional de la Canción de Viña del Mar | Jurado |
| 2019 | Baila conmigo Paraguay                               | Jurado |

### Cine
| Año  | Título               | Papel           |
| ---- | -------------------- | --------------- |
| 1996 | Romeo y Julieta      | Capulet Bouncer |
| 1996 | The Cuban Connection | Pablo           |
| 1997 | Managua              | Chico           |
| 2007 | Rockaway             |                 |
| 2007 | Puras joyitas        |                 |
| 2012 | Mediterranean Blue   |                 |
| 2013 | The Black Russian    |                 |

### Teatro
| Año  | Título                             |
| ---- | ---------------------------------- |
| 1992 | María Antonia                      |
| 1997 | La importancia de llamarse Ernesto |
| 2002 | Amor salvaje                       |

### Discografía
| Álbum    | Lanzamiento |
| -------- | ----------- |
| Tu deseo | 2008        |

## Vida privada
Sus padres se llaman Antonio Luis Cimarro y María Caridad Paz y tiene una hermana llamada María Antonia.
En 1998, conoció a la actriz Natalia Streignard en la telenovela La mujer de mi vida, los dos se enamoraron, se casaron en 1999 y se divorciaron en 2006. 

## Premios y nominaciones

### Premios ACE
| Año  | Categoría                          | Telenovela              | Resultado |
| ---- | ---------------------------------- | ----------------------- | --------- |
| 2005 | Mejor actor de televisión escénica | El cuerpo del deseo     | Ganador   |
| 1999 | Mejor actor de televisión escénica | La mujer de mi vida     | Ganador   |
| 1996 | Primer actor                       | Acapulco, cuerpo y alma | Nominado  |

### Premios Orquídea de la Asociación Orquídea USA
| Año  | Categoría                 | Telenovela          | Resultado |
| ---- | ------------------------- | ------------------- | --------- |
| 2005 | Mejor actor internacional | El cuerpo del deseo | Ganador   |

### Otros
Su interpretación de Salvador Cerinza en El cuerpo del deseo fue reconocida por la revista estadounidense FAMA.